# كلير دون
كلير دون (بالإنجليزية: Claire Dunne)‏ هي ممثلة أسترالية، ولدت في 1937.

## وصلات خارجية
- كلير دون على موقع IMDb (الإنجليزية)
- كلير دون على موقع قاعدة بيانات الفيلم (الإنجليزية)